# 8020 Erzgebirge
8020 Erzgebirge este un asteroid din centura principală de asteroizi.

## Descriere
8020 Erzgebirge este un asteroid din centura principală de asteroizi. A fost descoperit pe 14 octombrie 1990 la Tautenburg de Freimut Börngen și Lutz Dieter Schmadel. Asteroidul prezintă o orbită caracterizată de o semiaxă mare de 2,36 ua, o excentricitate de 0,14 și o înclinație de 8,4° în raport cu ecliptica.